# Богдана (Телеорман)
Богдана (рум. Bogdana) — село у повіті Телеорман в Румунії. Входить до складу комуни Богдана.
Село розташоване на відстані 98 км на південний захід від Бухареста, 20 км на захід від Александрії, 111 км на південний схід від Крайови.

## Населення
За даними перепису населення 2002 року у селі проживали 1263 особи.
Національний склад населення села:
| Національність | Кількість осіб | Відсоток |
| -------------- | -------------- | -------- |
| румуни         | 1249           | 98,9%    |
| цигани         | 14             | 1,1%     |

Рідною мовою назвали:
| Мова      | Кількість осіб | Відсоток |
| --------- | -------------- | -------- |
| румунська | 1249           | 98,9%    |
| циганська | 14             | 1,1%     |